# Giáo hoàng Lêô XII
Lêô XII (Latinh: Leo XII) là vị giáo hoàng thứ 252 của Giáo hội Công giáo. Theo niên giám tòa thánh năm 1860 thì ông đắc cử Giáo hoàng vào ngày 28 tháng 9 năm 1823 và ở ngôi trong 5 năm 4 tháng 13 ngày. Niên giám tòa thánh năm 2003 xác định ngày khai mạc chức vụ mục tử đoàn chiên chúa là ngày 5 tháng 10 và kết thúc triều đại của mình vào ngày 10 tháng 2 năm 1829.

## Trước khi thành giáo hoàng
Leo XII sinh tại La Genga, Spoleto ngày 22 tháng 8 năm 1760 với tên thật là Annibale Sermattei della Genga.
Ông sinh ra trong một gia đình thuộc giới quý tộc Giáo hoàng, ông học tại hàn lâm viện các quý tộc giáo hội.
Năm 1783 ông thụ phong linh mục. Sau đó, đức Pius VII đã làm cho ông trở thành một phòng hộ Giáo hoàng bí mật.
Năm 1793, ông được bổ nhiệm làm tổng giám mục Tyr và được cử đi làm khâm sú Tòa thánh tại Lucerne. Sự nghiệp ngoại giao của ông kéo dài đến tận năm 1798. Bực mình về cách cư xử của Napoleon Bonaparte, ông lui về một trong những đan viện được trao ban bổng lộc của ông.
Năm 1814, khi hoàng đế bị sụp đổ, ông được cử mang lời chúc mừng của Giáo hoàng đến Louis XVIII.
Năm 1816, ông đạt đến chức hồng y, rồi năm 1820 ông được bổ nhiệm làm giám quản Rôma. 

## Giáo hoàng
Hồng y Annibal della Genga đã được bầu làm Giáo hoàng trong những hoàn cảnh khó khăn đối với Giáo hội: vấn đề Rôma, tư bản chủ nghĩa và xã hội chủ nghĩa, duy khoa học chủ nghĩa, thực dân chủ nghĩa, sự gia tăng dân số thế giới, sự tan rã các Kitô hữu. 

### Năm thánh 1825
Ông cử hành Năm Thánh thứ 20 vào năm 1825 mặc dầu có rất nhiều khó khăn như biên giới giữa các nước bị đóng vì những phong trào cách mạng có thể nổi lên.
Năm Thánh 1825 là Năm Thánh duy nhất được mở cho mọi giáo hữu trong thế kỷ 19 và có trên 500.000 người hành hương Rôma dịp này. 
Đúng ra Năm Thánh thứ 20 phải được tổ chức vào năm 1800. Tuy nhiên, do tình hình châu Âu lúc bấy giờ rối ren sau cuộc Cách mạng Pháp 1789 nên không tổ chức được. Nhất là vào năm 1797, quân đội Pháp chiếm đóng Rôma và Đức Giáo hoàng Piô VI (1775-1799) phải chết trong cảnh lưu đày ở Pháp, rồi Đức Piô VII (1800-1823) cũng bị Hoàng đế Napoléon bắt cầm tù ở Pháp từ 1809-1814.

### Cai quản giáo hội
Ông tái phê chuẩn sự có mặt của dòng Tên và xoá sổ tác phẩm của Galileo khỏi danh mục sách cấm và bắt đầu công trình tái thiết đền San Paolo fouri le mura bị lửa thiêu huỷ năm 1823, nhiều bức bích hoạ tranh tượng Giáo hoàng đã bị hoả thiêu.
Ông đã chấm dứt Kulturkampf (cuộc chiến văn hóa) ở Đức, làm cho số phận những người công giáo Thụy Sĩ và Mỹ trở nên tốt hơn, đưa được cách người Pháp tham gia vào nền Cộng Hòa.
Trong việc cai trị nước Tòa thánh, với sự hợp tác của đảng Zelanti, ông tìm hết cách để tình thế trở lại như xưa, đồng thời dùng biện pháp cứng rắn đối với những phần tử hội Tam Điểm và đảng Carbonari.
Bằng thông điệp Rerum novarum (Những điều mới) (1891) về vấn đề thợ thuyền, ông đã tố cáo những tác hại của chủ nghĩa tự do, với Aeterni Patris (1879), ông khuyên nghiên cứu Thánh Tôma Aquinô và khởi động phong trào tân-kinh viện.
Ông lên án sự tự do tín ngưỡng, sự khoan dung tôn giáo, các Hội Xuất bản Kinh Thánh, và sự phiên dịch Kinh Thánh; tuyên bố rằng "người nào không gia nhập Giáo hội Công giáo La-mã, thì dầu sống một đời không chỗ trách được về mọi phương diện tới mực nào, cũng không được hưởng sự sống đời đời."

### Truyền giáo

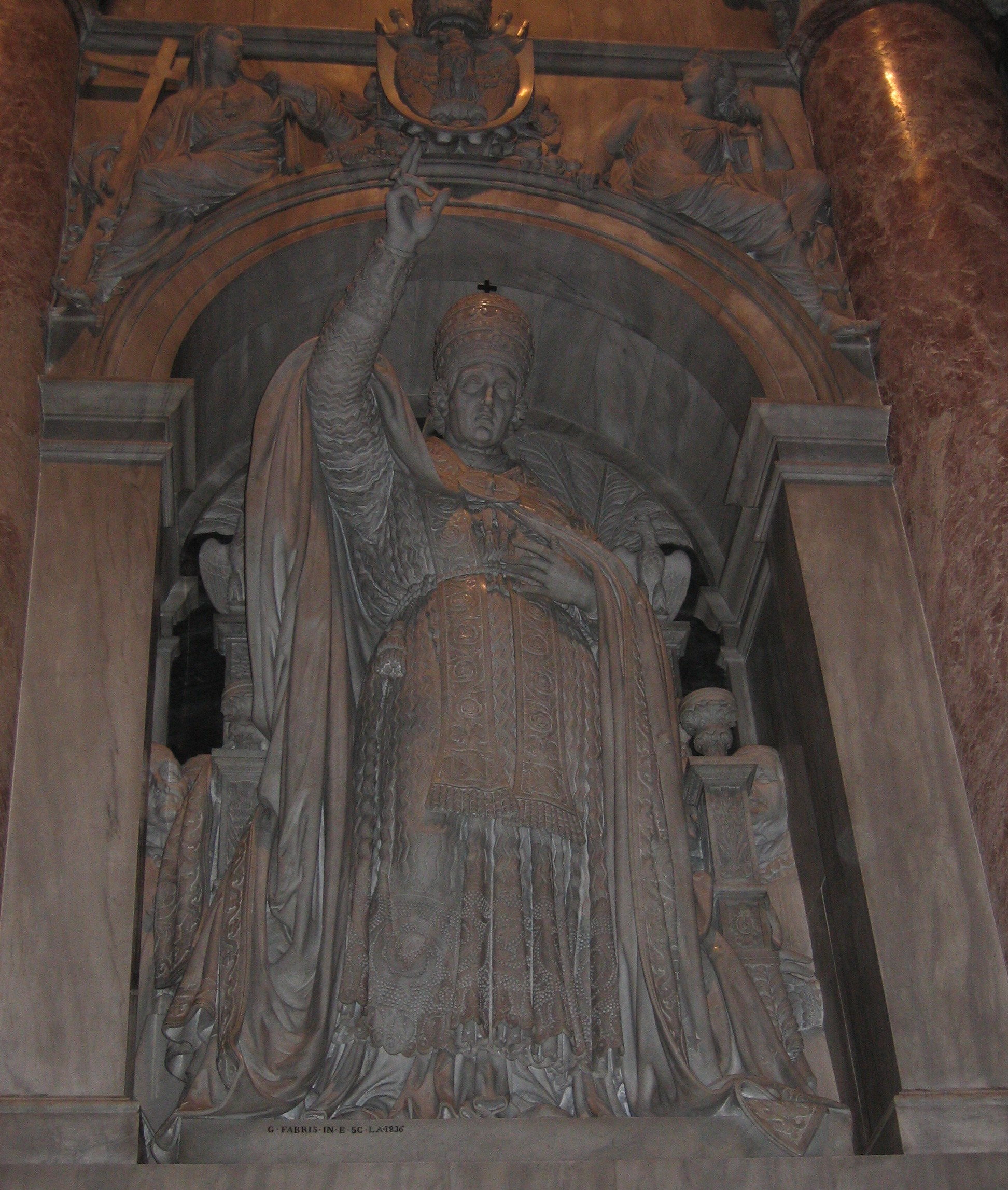
Tượng Giáo hoàng Lêô XII tại Vương cung thánh đường Thánh Phêrô điêu khắc bởi Giuseppe de Fabris năm 1836

Là vị Giáo hoàng truyền giáo, ông tổ chức hàng giáo phẩm ở Ấn Độ, ở Nhật và ở châu Phi.
Bằng thông điệp Orientalium (1894), ông đã làm cho việc trở về hiệp thông với Rôma các vị thuộc nghi thức Cóp (copte) của Giáo hội Ai Cập và của Giáo hội Calđê được dễ dàng.
Ông đã kém may mắn trong những cố gắng hiệp nhất với Giáo hội Anh (Anh giáo) mặc dầu có những nỗ lực của Lord Halifax và của English Church Union (Hiệp nhất Giáo hội Anh), thông điệp Apostolicae curae (Những lo lắng tông đồ) (1896) của ông không công nhận những việc truyền chức Anh giáo và không công nhận Giáo hội nước Anh là có quyền kế vị tông đồ. Cuộc đối thoại đại kết chỉ được tổ chức lại sau này.